# Зелений Луг (Кам'янський район)
Зелений Луг — село в Україні, у П'ятихатській міській громаді Кам'янського району Дніпропетровської області.
Населення — 23 мешканці.

## Географія
Село Зелений Луг знаходиться на відстані 1 км від села Комісарівка. По селу протікає висихний струмок з загатою.

## Населення

### Мова
Розподіл населення за рідною мовою за даними перепису 2001 року:
| Мова            | Відсоток |
| --------------- | -------- |
| українська      | 83,3 %   |
| російська       | 2,8 %    |
| інші/не вказали | 13,9 %   |

## Інтернет-посилання
- Погода в селі Зелений Луг [Архівовано 20 грудня 2011 у Wayback Machine.]